# Турійська рівнина

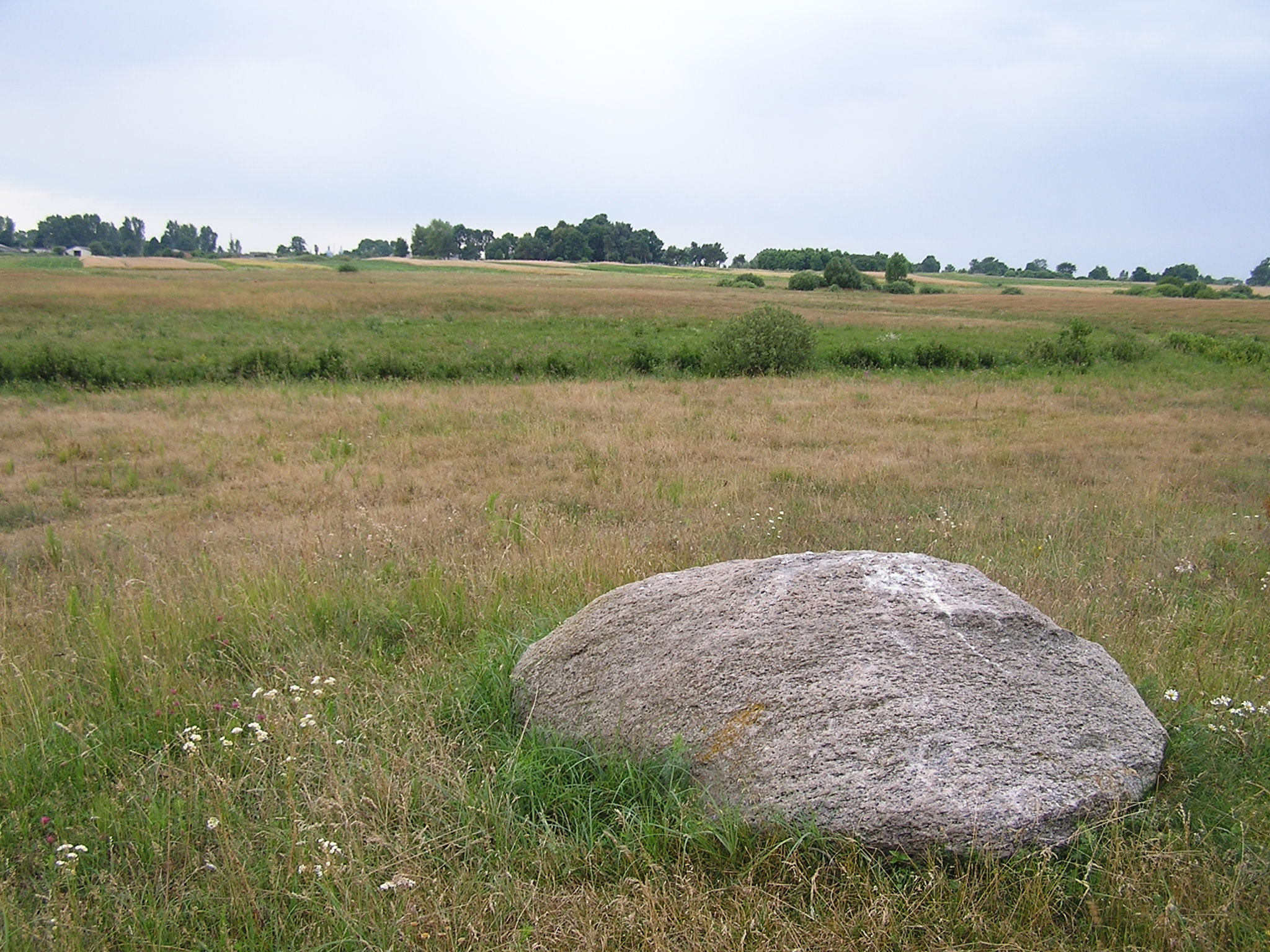
Типовий пейзаж Турійської рівнини. Турійський район.

Турі́йська рівни́на — рівнина в межах Волинської області, частина Поліської низовини. Розташована між Волинським пасмом та Волинською височиною, а також між долиною річки Західний Буг і долиною Стиру. 
Середні висоти 190 м. Природно-топонімічний комплекс поєднує в собі риси топонімічних систем Полісся і Волинської височини. У геологічній будові беруть участь алювіальні та флювіогляціальні піщано-глинисті відклади, які несуцільним чохлом невеликої потужності перекривають крейдово-мергельну товщу пізньокрейдового віку. Родовища будівельних матеріалів.